# Stazione di Francavilla di Sicilia
La stazione di Francavilla di Sicilia era una assuntoria posta al km 17+544 della Ferrovia Alcantara-Randazzo a servizio del comune omonimo.

## Storia
La stazione venne aperta al servizio pubblico contestualmente alla linea nel 1959. Fu presenziata sin dall'inizio da apposito agente denominato assuntore con funzioni limitate in quanto alla circolazione treni essendo la linea sin dall'origine esercita a dirigenza unica. Dalla metà degli anni novanta la stazione divenne del tutto impresenziata. Chiusa definitivamente nel 2002 venne del tutto soppressa con il DM 389 con cui veniva autorizzata la dismissione definitiva della linea e delle sue infrastrutture.
Nel 2022 sono stati avviati i lavori di ripristino, ai fini turistici, della ferrovia Alcantara-Randazzo e la stazione di Francavilla diverrà capolinea provvisorio di questo primo lotto.

## Strutture e impianti
La stazione era costituita di un ampio piazzale fornito di marciapiedi sul primo e sul secondo binario di corsa con un fabbricato viaggiatori a due elevazioni e servizi adiacenti. L'estensione dei binari comprendeva un tratto in curva sia in ingresso che in uscita. Era l'unica stazione intermedia della linea ad essere fornita di segnalamento ferroviario ad ala semaforica di 1ª categoria.
La stazione aveva un ampio fascio merci munito di piano caricatore, ponte a bilico da 40 t e sagoma limite. Era fornita anche di torre dell'acqua e colonna idraulica per il rifornimento delle locomotive a vapore che furono attive per il servizio merci fino alla metà degli anni settanta.

## Movimento
La stazione era di fermata per tutti i treni di automotrici da Taormina-Giardini per Randazzo e viceversa; nel periodo scolastico era origine di due corse per Taormina-Giardini e termine corsa di due provenienti da quest'ultima.